# Foundations
Foundations är den femte EP:n av den amerikanske musikern Serj Tankian, släppt via Serjical Strike och Gibson Records den 27 september 2024. Tankian har sagt att låtarna på EP:n kommer från olika skeden i hans liv och att den skulle ses som ett komplement till hans självbiografi Down with the System: A Memoir (of Sorts).

## Låtlista
Alla låtar är skrivna och komponerade av Serj Tankian, om inte annat anges. 
| Nr | Titel                 | Längd |
| -- | --------------------- | ----- |
| 1. | A.F. Day              | 3:47  |
| 2. | Justice Will Shine On | 3:49  |
| 3. | Appropriations        | 3:01  |
| 4. | Cartoon Buyer         | 3:58  |
| 5. | Life's Revengeful Son | 4:44  |